# تشارلز أوليفر
تشارلز أوليفر (بالإنجليزية: Charles Oliver)‏ هو ممثل بريطاني (وحمل سابقاً جنسية المملكة المتحدة لبريطانيا العظمى وأيرلندا)، ولد في 21 يونيو 1907، وتوفي في 1983.

## وصلات خارجية
- تشارلز أوليفر على موقع IMDb (الإنجليزية)
- تشارلز أوليفر على موقع قاعدة بيانات الفيلم (الإنجليزية)